# なごらじ
『なごらじ』とは、愛知県名古屋市に本社を置く民放ラジオ5局による共同企画の通称である。企画内で放送された特別番組についてもここで記述する。

## 概要・特徴
2017年に始まった、名古屋市内に本社を置く民放広域ラジオ局5局（在名局、FM AICHI、CBCラジオ、ZIP-FM、Radio NEO、東海ラジオ）による共同生放送番組。19時のFM AICHIを皮切りに、CBCラジオ、ZIP-FM、Radio NEO、東海ラジオの順番で30分ずつ、計2時間30分をリレー形式で放送する。
それ以前にも在名局が共同で番組を作ることはあったが、放送局を横断するリレー形式の生放送は初めての試みとなった。このような形式は全国的にも非常にまれである。
『若者、特に10代のラジオ離れを変えていく』ことを企画の目的としており、ターゲットを10代の学生に絞っている。
なお、ジングルはこの企画のために特別に作成されたものであり、どの放送局でリレーしている時間帯であるのかに関わらず、5局すべての名前の入ったジングルが流される。また、担当局が切り替わる前には、次のリレー局の局名と周波数を通知する（AM2局についてはワイドFMの周波数も同時に通知する）。

## 放送リスト
| 回 | 放送日時       | 番組名                                           | テーマ                 | 出演者 | 特記事項 |
| -- | -------------- | ------------------------------------------------ | ---------------------- | --- | -------- |
| #1 | 2017年 9月10日 | Yume Tube 〜あなたの夢をラジオがつなぐ〜         | YouTuber               | パーソナリティ SEAMO ゲスト 東海オンエア ayanonono 水木あお |          |
| #2 | 2018年 3月4日  | Yume Anime 〜あなたの夢をラジオがつなぐ〜        | アニメ                 | MC 向清太朗（天津） 前野沙織 ゲスト 崎山北斗 間島淳司 鈴木みのり May'n                                                                                            |          |
| #3 | 9月23日        | Buzz Radio                                       | SNS                    | MC つぶやきシロー 足立佳奈 山内彩加 ゲスト 森田謙太郎 富金原佑菜                                                                                                  |          |
| #4 | 2019年 3月24日 | ラジオ de ゲーム “ラジゲー”                      | コンピューター・ゲーム | MC アルコ&ピース ゲスト 雫（ポルカドットスティングレイ） 「実況パワフルプロ野球」対戦 若狭敬一 酒井直斗 大澤広樹 重田優平 神原真理 トシボーイ（デラスキッパーズ） |          |
| #5 | 11月24日       | オ←ジ←ラ←ウ←ソ←ウ←モ ～新ラジオ体感 妄想ラジオ～ | 妄想                   | 妄想コメンテーター くっきー!（野性爆弾） 妄想アナウンサー 源石和輝 謎のアシスタント 清水藍                                                                        |          |

## 番組内容の詳細

### Yume Tube〜あなたの夢をラジオがつなぐ〜
2017年9月10日、パーソナリティにSEAMOを迎え、東海ラジオのAスタジオから放送された。
テーマは、小中高校生に人気の職業である「YouTuber」。ただし番組では、YouTuberに限らず様々な夢を応援する、というコンセプトで作られた。
ゲストは、東海オンエア、ayanonono、水木あおの3組のYouTuber。
この番組に関し、SEAMOは、「ラジオとYouTuberで、お互いいいアドバイスができれば」とも述べている。

### Yume Anime〜あなたの夢をラジオがつなぐ〜
2018年3月4日、パーソナリティに向清太朗（天津）を迎え、東海ラジオアナウンサーの前野沙織がアシスタントとなる形で、ZIP-FMのスタジオから放送された。
テーマは、前回と同じく小中高生に人気の業界である「アニメ」。ただし、前回とは異なり、原則としてアニメ業界に関する夢を応援する雰囲気の強い放送となった。
ゲストは、声優の鈴木みのり、間島淳司、アニソン歌手のMay'n（各人とも愛知県出身）、アニメーターで名古屋造形大学特任教授の崎山北斗。

### Buzz Radio
2018年9月23日、パーソナリティにつぶやきシロー、足立佳奈を迎え、CBCラジオアナウンサーの山内彩加がアシスタントとなる形で、CBCラジオのスタジオから放送された。
テーマは、若年層を中心に利用者の多い「SNS」。SNSの正しい使い方にスポットを当てた番組である。
ゲストは、森田謙太郎（Twitter Japan シニアマーケティングマネージャー）のほか、SNSで活躍する中学から大学生までの学生数人が招かれた。

### ラジオdeゲーム "ラジゲー"
2019年3月24日、番組MCにアルコ&ピース、ゲストに雫（ポルカドットスティングレイ）を迎え、@FMのスタジオから放送された。
テーマは「ゲーム」。スタジオではMCとゲストが「ゲームの歴史」を軸に話を進める一方、別会場にて、放送5局のアナウンサー、DJ、ミュージックナビゲーターが実況パワフルプロ野球2018にて対戦、その模様はCBCアナウンサーの若狭敬一の実況により全編YouTubeにて配信されたほか、適宜ラジオでも挿入された。　

### オ←ジ←ラ←ウ←ソ←ウ←モ～新ラジオ体感 妄想ラジオ～
2019年11月24日、「妄想コメンテーター」(実質的なメインMC)に東海ラジオアナウンサーの源石和輝、「謎のアシスタント」（実質的なアシスタントMC）にCBCラジオレポートドライバーの清水藍を据え、「妄想コメンテーター」（実質的なゲスト）に野性爆弾のくっきー!を迎えて放送された。
テーマは「妄想」。コーナーとしては、架空中継の題材を当てる「妄想実況クイズ」、偉人の裏側を想像する「名言妄想」、過去にZIP-FM『GROOVER'S DIVE』で採用されていた、入浴中の女性リスナーとつなぐコーナー「妄想電話」などが実施された。